# 李西安
李西安（1937年—2020年6月4日），男，山东荣成人，中国音乐理论家、教育家，曾任中国音乐学院教授、院长，《人民音乐》主编，中国音乐家协会书记处书记。中央音樂學院作曲系畢業。